# شون هوريي
شون هوريي (堀江瞬 هوريي شون) هو مؤدي أصوات ياباني ولد في 25 مايو 1993 في محافظة أوساكا.

## أدواره في الأنمي

### مسلسلات أنمي تلفزيونية
- معركة الأبراج - نيزومي
- 7 صح 3 خطأ - شيكي كوشياما
- آيدولماستر سايد إم - بيير
- قرية الضياع - لهيب الجحيم
- فانتسي ستار أونلاين 2 ذي أنيميشن - سيا أوريساكا
- آيكاتسو ستارز! - أساهي كاسومي
- كيوس;تشايلد - كازويا ماتسوموتو
- ملحمة مسيرة الموت إلى العالم الآخر - ساتو
- أنغولموا: غزو المغول - آموشي
- إعادة تجسيدي في هيئة هلام - روميل
- تراي نايتس - رينتو أريمورا
- سارازانماي - إينتا جينّاي
- حبيبة للإيجار - كازويا كينوشيتا
- أكوداما درايف - المخترق
- الخطايا السبع المميتة: غضب الملوك - سارييل
- داي الشجاع (2020) - شيو
- دي سايد ترويميراي - أروتو فوشيبي

## أدواره في ألعاب الفيديو
- آيدولماستر سايد إم - بيير
- فاير إمبلم: ثري هاوسيس - لينهارت